# Chinese namen
Chinese namen bestaan uit een familienaam (姓, xing, of 氏 shi, naam van de clan), die altijd als eerste wordt vermeld en een daarop volgende persoonlijke naam (名, ming). Bij de uitspraak van Chinese namen zijn de toon-sandhiregels van toepassing. Omdat Chinese namen over het algemeen erg kort zijn, worden ze bij een onzorgvuldige uitspraak snel onverstaanbaar.

## Persoonsnaam (xingming)
De persoonsnaam is de naam die bestaat uit de familienaam, gevolgd door de persoonlijke naam.

### Familienaam (xing of shi)
De meeste Chinese familienamen bestaan uit één karakter, bijvoorbeeld Mao, (毛) in Mao Zedong (毛澤東). Er zijn echter ook familienamen met twee karakters, zoals Sima (司馬) in Sima Qian (司馬遷). Familienamen met drie, vier of nog meer karakters zijn geen Han-namen, maar zijn bijvoorbeeld afkomstig uit Mongolië of Mantsjoerije. Er zijn duizenden Chinese familienamen, maar de 100 meest voorkomende namen worden gedeeld door 85% van de Chinese bevolking. De zes meest voorkomende familienamen op het Chinese vasteland, inclusief Hongkong en Macau, zijn in volgorde van omvang Wáng (王), Lǐ (李), Zhāng (张/張), Liú (劉/刘), Chén (陳/陈) en Yáng (楊/杨). Op Taiwan is die volgorde Chén (陳/陈), Lín (林), Huáng (黃/黄), Zhāng (張/张), Lǐ (李) en Wáng (王). De Chinese familienaam gaat over in de mannelijke lijn.

#### Clannaam (shi)
Tot in de Qin-dynastie werd er naast de familienaam een aparte clannaam gebruikt, de shi (氏). Oorspronkelijk diende die naam om verschillende clans binnen een groep met dezelfde xing aan te duiden. Vaak bestond de shi uit de aanduiding van een officiële positie van een clanhoofd, (zoals Sima, 司馬, letterlijk 'toezichthouder op paarden'), van de plaats van herkomst (bijvoorbeeld Zhao, 趙, afkomstig uit de staat staat Zhao) of van een functie (bijvoorbeeld Shi, 史, schrijver aan het hof, historicus). Oorspronkelijk werd de clannaam alleen gebruikt door leden van de aristocratie. Sinds de periode van de Strijdende Staten werd de naam door steeds meer groepen gebruikt. Dit leidde tot een vervaging van het onderscheid tussen clannaam en familienaam, waardoor clannaam (shi) uiteindelijk een synoniem voor familienaam (xing) werd. Zo kon het gebeuren dat Sima Qian in de eerste hoofdstukken (juan) van zijn Shiji beide naamsoorten voortdurend door elkaar haalde.

### Persoonlijke naam (ming)
De persoonlijke naam ('ming') is te vergelijken met de Westerse voornaam. Zij kan bestaan uit twee karakters, zoals 'Zedong' (澤東) in 'Mao Zedong' (毛澤東) of uit één karakter, zoals 'Qian' (遷) in 'Sima Qian' (司馬遷). Meer dan twee karakters komt zelden voor, een bekend voorbeeld van drie karakters is de persoonlijke naam van de Chinese zwemster Xu Tianlongzi. 
De maximale lengte van een gewone naam (familienaam plus persoonlijke naam) is dus vier karakters. In veel gevallen is aan een Chinese persoonsnaam het geslacht van de drager niet af te lezen. Vaak drukken jongensnamen heldhaftigheid uit en krijgen meisjes lieftallige namen. In de Westerse wereld heeft de voornaam vooral een noemende functie, hoewel soms ook wel een etymologische afleiding is te vinden. In het Chinees is bij de persoonlijke naam naast de noemende functie ook de letterlijke betekenis erg belangrijk.

### Generatienaam (banci)
Bij een generatienaam (班次, banci) is een karakter (of deel van het karakter) van de persoonlijke naam hetzelfde voor alle leden van dezelfde generatie (binnen een gezin). Meestal geldt dit voor het eerste karakter (of deel ervan), soms voor het tweede karakter (of een deel ervan). In het voorbeeld van 'Mao Zedong' waren de namen van zijn jongere broers 'Mao Zemin' (毛泽民) en 'Mao Zetan' (毛泽覃) en die van zus 'Mao Zejian' (毛泽建). Hun generatienaam was 'Ze' (澤 / 泽).

## Andere namen
Chinezen hebben naast de familienaam en de persoonlijke naam vaak nog andere namen. De belangrijkste zijn:

### Omgangsnaam (zi)
De omgangsnaam (字, zi, Engelse benaming courtesy name) wordt meestal gegeven door familieleden bij het bereiken van de volwassenheid en bestaat bijna altijd uit twee karakters. Volgens de Optekeningen over de riten diende in formele situaties een volwassen man door generatiegenoten altijd met zijn omgangsnaam te worden aangesproken. De familienaam mocht alleen door de persoon zelf of door zijn ouders worden gebruikt.
Er zijn verschillende manieren om een omgangsnaam vast te stellen:
- Men zoekt een verband tussen de karakters van de persoonlijke naam en die van de omgangsnaam. De omgangsnaam van Mao Zedong was Runzhi (潤之). Het karakter 'run' 潤 (润) van zijn omgangsnaam en 'ze' 澤 (泽) van zijn persoonlijke naam hebben beide dezelfde radicaal, 氵, wat 'water' betekent. Beide karakters betekenen 'voeden', 'er zijn voordeel mee doen'.
- Door bij de omgangsnaam (字 zì) voor het eerste karakter gebruik te maken van het homofone karakter 子 zǐ. Dit is een eerbiedige aanspreektitel, vaak vertaald met Meester. Zo was de omgangsnaam van Liu Xin Zijun (子駿).
- Door in het eerste karakter van de omgangsnaam aan te geven welk rangnummer de betreffende persoon bij zijn geboorte had ten opzichte van zijn broers. Het karakter dat wordt gebruikt voor de eerstgeboren zoon is bo (伯), voor de tweede zoon zhong (仲), voor de derde shu (叔) en voor de jongste zoon (als er meer dan drie zonen zijn) ji (季). De omgangsnaam van Confucius was Zhongni (仲尼), 'zhong' geeft aan dat hij de tweede zoon van zijn familie was.

### Bijnaam (hao)
De bijnaam (號, hao) wordt meestal zelf gekozen of gegeven door vrienden. De naam bestaat uit drie of vier karakters en iemand kan meerdere bijnamen hebben. Er is geen aanwijsbare relatie met de familienaam of de omgangsnaam.

### Melknaam (rǔmíng)
Volgens traditie kreeg een baby pas na 100 dagen een naam; tegenwoordig moet binnen een maand een naam gekozen worden. Om deze reden kozen de ouders bij geboorte vaak in overleg met de grootouders een tijdelijke koosnaam voor de baby, de melknaam (乳名, rǔmíng). Dit was vaak een koosnaam bestaande uit een herhaling van hetzelfde woord (wat in het Chinees staat voor een verkleining), of iets met de toevoeging xiǎo (小, letterlijk: klein). Volgens bijgeloof mocht niet een te positieve naam gekozen worden, zodat het kind niet door de geesten of goden zou worden teruggenomen. De melknaam wordt vaak als koosnaam aangehouden wat weleens aanleiding geeft tot plagerijen wanneer een ouder deze in het bijzijn van klasgenoten gebruikt.

### Artistieke naam (shiming, biehao)
Een bijzondere bijnaam is de artistieke naam (室名, shiming of 別號, biehao, 'alias'). De naam eindigt vaak op zhai (齋, 'studeervertrek'). Schilderijen en boeken kunnen worden voorzien van stempels met de artistieke naam van de vorige en huidige eigenaar.

### Jaartitel (nianhao)
De jaartitel (年號, nianhao) is het regeringsdevies dat een Chinese keizer vooraf aan zijn regeerperiode gaf. Tot aan de Ming-dynastie veranderden keizers gedurende hun regeerperiode vaak van jaartitel. Sinds 1368 hadden de meeste keizers tijdens hun regeerperiode nog slechts één devies. Dit is dan ook de gebruikelijke manier geworden om te verwijzen naar de keizers van de Ming en Qing-dynastie.

### Tempelnaam (miao hao)
De tempelnaam (廟號, miao hao) was een naam die aan een koning of keizer werd gegeven na zijn dood. De naam bestond altijd uit twee karakters en was daarmee minder ingewikkeld dan de postume naam. De benaming 'tempel' had betrekking op de tempel van de voorouders, waarin de gestorven keizer met zijn tempelnaam werd vermeld. Het eerste karakter van de tempelnaam zegt iets over de omstandigheden van de regeerperiode of over de eigenschappen van de heerser, bijvoorbeeld wu (武, militair) of ai (哀, beklagenswaardig). Het eerste karakter van een stichter van een dynastie was altijd gao (高, hoog, superieur) of da (太, hoogste) Het tweede karakter van een tempelnaam betekende steeds keizer. Dit kon zu (祖) zijn bij de stichter van de dynastie of van een nieuwe afstammingslijn binnen de dynastie of zong (宗) bij de overige keizers. Het is gebruikelijk om naar de keizers van de Tang, de Song en de Yuan dynastie te verwijzen met hun tempelnaam.

### Postume naam (shihao)
De postume titel of de herinneringsnaam (諡, shi of 諡號, shihao, ook wel 尊号 zunha, 'eerbiedige naam') is een erenaam die aanvankelijk alleen werd gegeven aan keizers en koningen, maar vanaf de Han-dynastie ook aan geleerden. Het gebruik postume titels te verlenen is begonnen met de Zhou dynastie. De titel begon steeds met de naam van de dynastie en eindigde met 'keizer', di (帝) of huang (皇). De postume naam werd steeds langer en had bij de Tang keizers 7 tot 18 karakters en bij de Qing 21 karakters. Ook vrouwen konden een postume naam krijgen. Het is gebruikelijk om naar de koningen van de Zhou dynastie en de keizers van de Han, de Jin en de Sui dynastie te verwijzen met hun postume titel.
In officiële bronnen wordt altijd de postume titel van een keizer gehanteerd.

## Taboe-naam (hui)
Bij een taboe-naam (諱, hui) wordt de naam vervangen door een ander karakter of er wordt een ruimte open gelaten. Dit gold altijd voor de naam van de regerende keizer of zijn voorouders, maar gebeurde ook met de naam van andere personen voor wie men respect wil tonen (zoals de vader, de voorouders van de eigen familie of een leraar).

## Internationale naam
Omdat niet-Chinezen vaak moeite hebben met de uitspraak van Chinese namen, kiezen kinderen als ze gaan studeren, naar het buitenland gaan, of in contact komen met buitenlanders, een internationale (niet-Chinese) naam. Deze naam wordt dan in omgang met buitenlanders gebruikt. Chan Kong-sang (陳港生) heeft bijvoorbeeld als internationale naam Jackie, hij is dus Jackie Chan.

## Chinese naam voor niet-Chinezen
Omdat Chinezen eveneens moeite hebben met niet-Chinese uitspraken, kiezen niet-Chinezen die veel in China komen of veel met Chinezen omgaan, een Chinese naam. Dit is vaak een naam die qua uitspraak min of meer overeenkomt met de voornaam (en soms ook de achternaam), en uiteraard een positieve (of althans niet beledigende) betekenis heeft. Erik Zürcher wordt Xǔ Lǐhé (許理和), Kristofer Schipper wordt Shī zhōurén (施舟人) en Maarten van der Linde wordt mǎlín (马林).